# Ni nanai
Ni nanai is de eerste single van de Griekse groep Trio Hellenique.

## Hitnotering
| Ni nanai           | Ni nanai              | Ni nanai | Ni nanai | Ni nanai | Ni nanai | Ni nanai | Ni nanai | Ni nanai | Ni nanai | Ni nanai | Ni nanai | Ni nanai | Ni nanai | Ni nanai         |
| Hitlijst           | Datum van binnenkomst | Week:    | 1        | 2        | 3        | 4        | 5        | 6        | 7        | 8        | 9        | 10       | 11       | Laatste notering |
| ------------------ | --------------------- | -------- | -------- | -------- | -------- | -------- | -------- | -------- | -------- | -------- | -------- | -------- | -------- | ---------------- |
| Nederlandse Top 40 | 09-01-1965            | Positie: | 33       | 22       | 17       | 20       | 20       | 21       | 23       | 28       | 25       | 33       | 30       | 20-03-1965       |